# Karl Wilhelm Bouterwek
Pour les articles homonymes, voir Bouterwek.
Karl Wilhelm Bouterwek est un historien et philologue allemand né le 30 août 1809 à Tarnowitz (aujourd'hui Tarnowskie Góry) et mort le 22 décembre 1868 à Elberfeld.

## Biographie
Bouterwek étudie la philosophie et l'histoire à Halle et à Breslau avant de décrocher son doctorat à l'université d'Iéna. Il enseigne pendant un an et demi à l'institut fondé par Philipp Emanuel von Fellenberg dans le domaine d'Hofwil, en Suisse, avant de fonder une école de linguistes à Berne en 1832, puis un internat à Wabern bei Bern en 1834. Il est nommé recteur du lycée d'Elberfeld en 1844, poste qu'il occupe jusqu'à sa mort.
Les principaux domaines d'étude de Bouterwek sont le vieil anglais (il publie une édition du manuscrit Junius) et l'histoire ecclésiastique de l'Angleterre à l'époque anglo-saxonne. Il s'intéresse également vers la fin de sa vie à l'histoire du Pays de Berg, la région d'Elberfeld et de Wuppertal. Il fonde la société d'histoire bergeoise (de), dont il prend la présidence. Avec Wilhelm Crecelius (de), il publie la série Zeitschrift des Bergischen Geschichtsvereins (de).

## Œuvres
- 1844 : Über Cædmon, den ältesten angelsächsischen Dichter, und desselben metrische…
- 1852 : Leben und Wirken Rudolf's von Rodt, V. D. M. Weil. Missionars der Londoner
- 1854 : Cædmon's des Angelsachsen biblische Dichtungen
- 1854 : Ein angelsächsisches Glossar
- 1857 : Die vier Evangelien in Alt-nordhumbrischer Sprache
- 1859 : Swidbert, der Apostel des Bergischen Landes
- 1864 : Zur Literatur und Geschichte der Wiedertäufer
- 1865 : Geschichte der Lateinischen Schule zu Elberfeld
- 1871 : Sibylla, Kurfürstin von Sachsen: Geborne Herzogin von Jülich, Cleve, Berg